# Régimen Especial de Bienes Usados
El Régimen Especial de Bienes Usados (de ahora en adelante, REBU) es un tipo de régimen impositivo especial de IVA que se aplica en España y que afecta a los bienes de segunda mano, objetos de arte, antigüedades y objetos de colección.

## Sujeto Pasivo
Según el artículo 135 de la Ley 37/1992, de 28 de diciembre, del Impuesto sobre el Valor Añadido:
Los sujetos pasivos revendedores de bienes usados o de bienes muebles que tengan la consideración de objetos de arte, antigüedades u objetos de colección aplicarán el régimen especial regulado en el capítulo IV de esta ley a las siguientes entregas de bienes:
1. Entregas de bienes usados, objetos de arte, antigüedades u objetos de colección adquiridos por el revendedor a:
a) Una persona que no tenga la condición de empresario o profesional.
b) Un empresario o profesional que se beneficie del régimen de franquicia del Impuesto en el Estado miembro de inicio de la expedición o transporte del bien, siempre que dicho bien tuviese para el referido empresario o profesional la consideración de bien de inversión.
c) Un empresario o profesional en virtud de una entrega exenta del Impuesto, por aplicación de lo dispuesto en el artículo 20.1 números 24 o 25 de esta Ley.
d) Otro sujeto pasivo revendedor que haya aplicado a su entrega el régimen especial de los bienes usados, objetos de arte, antigüedades y objetos de colección.
2. Entregas de objetos de arte, antigüedades u objetos de colección que hayan sido importados por el propio sujeto pasivo revendedor.
3. Entregas de objetos de arte adquiridos a empresarios o profesionales en virtud de las operaciones a las que haya sido de aplicación el tipo impositivo reducido establecido en el artículo 91.1, números 4 y 5 de esta Ley.
No obstante lo dispuesto en el apartado anterior, los sujetos pasivos revendedores podrán aplicar a cualquiera de las operaciones enumeradas en el mismo el régimen general del impuesto, en cuyo caso tendrán derecho a deducir las cuotas del impuesto soportadas o satisfechas en la adquisición o importación de los bienes objeto de reventa, con sujeción a las reglas establecidas en el Título VIII de esta Ley.
No será de aplicación el régimen especial regulado en este Capítulo a las entregas de los medios de transporte nuevos definidos en el número 2 del artículo 13 cuando dichas entregas se realicen en las condiciones previstas en el artículo 25, apartados 1, 2 y 3 de la presente Ley.

## Aplicaciones del Régimen Especial de Bienes Usados
Según el artículo 135 de la Ley 37/1992, de 28 de diciembre, del Impuesto sobre el Valor Añadido se podrá aplicar el método REBU en los siguientes casos:
1. Bienes usados, los bienes muebles corporales susceptibles de uso duradero que, habiendo sido utilizados con anterioridad por un tercero, sean susceptibles de nueva utilización para sus fines específicos.
Asimismo, no tienen la consideración de bienes usados los materiales de recuperación, los envases, los embalajes, el oro, el platino y las piedras preciosas.
Tampoco los bienes que hayan sido utilizados, renovados o transformados por el propio sujeto pasivo transmitente o por su cuenta. 
2. Objetos de arte, los bienes enumerados a continuación:
a) Cuadros, collages y cuadros de pequeño tamaño similares, pinturas y dibujos, realizados totalmente a mano por el artista, con excepción de los planos de arquitectura e ingeniería y demás dibujos industriales, comerciales, topográficos o similares, de los artículos manufacturados decorados a mano, de los lienzos pintados para decorados de teatro, fondos de estudio o usos análogos (código NC 9701).
b) Grabados, estampas y litografías originales de tiradas limitadas a 200 ejemplares, en blanco y negro o en color, que procedan directamente de una o varias planchas totalmente ejecutadas a mano por el artista, cualquiera que sea la técnica o la materia empleada, a excepción de los medios mecánicos o fotomecánicos (código NC 9702 00 00).
c) Esculturas originales y estatuas de cualquier materia, siempre que hayan sido realizadas totalmente por el artista; vaciados de esculturas, de tirada limitada a ocho ejemplares y controlada por el artista o sus derechohabientes (código NC 9703 00 00).
d) Tapicerías (código NC 5805 00 00) y textiles murales (código NC 6304 00 00) tejidos a mano sobre la base de cartones originales realizados por artistas, a condición de que no haya más de ocho ejemplares de cada uno de ellos.
e) Ejemplares únicos de cerámica, realizados totalmente por el artista y firmados por él.
f) Esmaltes sobre cobre realizados totalmente a mano, con un límite de ocho ejemplares numerados y en los que aparezca la firma del artista o del taller, a excepción de los artículos de bisutería, orfebrería y joyería.
g) Fotografías tomadas por el artista y reveladas e impresas por el autor o bajo su control, firmadas y numeradas con un límite de treinta ejemplares en total, sean cuales fueren los formatos y soportes.
3. Objetos de colección, los bienes enumerados a continuación:
a) Sellos de correos, timbres fiscales, marcas postales, sobres primer día, artículos franqueados y análogos, obliterados, o bien sin obliterar que no tengan ni hayan de tener curso legal (código NC 9704 00 00).
b) Colecciones y especímenes para colecciones de zoología, botánica, mineralogía o anatomía, o que tengan interés histórico, arqueológico, paleontológico, etnográfico o numismático (código NC 9705 00 00).
4. Antigüedades,los objetos que tengan más de cien años de antigüedad y no sean objetos de arte o de colección (código NC 9706 00 00).
5. Revendedor de bienes, el empresario que realice con carácter habitual entregas de los bienes comprendidos en los números anteriores, que hubiesen sido adquiridos o importados para su posterior reventa.
También tiene la condición de revendedor el organizador de ventas en subasta pública de los bienes citados en el párrafo anterior, cuando actúe en nombre propio en virtud de un contrato de comisión de venta.
En ningún caso se aplicará este régimen especial al oro de inversión definido en el artículo 140 de la ley del Impuesto sobre el Valor Añadido

## Liquidación del Impuesto
La principal consecuencia de la utilización del método REBU (en los casos en los que se pueda aplicar) resulta en una diferencia sustancial del importe de liquidación del impuesto en comparación con el Régimen General.
Un revendedor de antigüedades ha reformado el local donde tiene los bienes que vende con un coste total de 6000 euros, el IVA soportado en la reforma del local asciende a 1260 euros.
Ha vendido juego de sillas y mesa del siglo XIX por 7.500 euros, el precio de adquisición de las mismas fue de 6.000 euros, fueron adquiridas a un particular.
El sujeto pasivo puede aplicar el régimen especial porque: se trata de un revendedor, de antigüedades (Se adquirieron con la finalidad de venderlos, se compraron a un particular.), su actividad consiste en la adquisición de los mismos para su reventa.
Puede optar por la aplicación del régimen especial o del régimen general, con cualquiera de las dos opciones el sujeto pasivo podrá deducir las cuotas soportadas en la actividad, no obstante si aplica el régimen especial no podrá deducir las cuotas de IVA soportadas por la adquisición de las antigüedades que son objeto de reventa.
La cuota a ingresar será:
Régimen general:
```
   * IVA repercutido en el trimestre: 7.500 x 0,21 = 1.575 euros.
   * IVA soportado en el trimestre: [6000 + 6000] x 0,21 = 2.520 euros
   * Cuota a compensar o a devolver en caso de ser el último trimestre del año = 945 euros.
```

Régimen especial:
Cuota a ingresar: 
```
   * [(1.500)/1,21) x 0,21] - 960 = -699,7 euros.
```

Como podemos observar en el cálculo del Régimen especial el IVA repercutido resulta de la diferencia entre el precio de venta y el precio de compra de la antigüedad (en este caso). Posteriormente, se extrae el 21% de esta diferencia y se resta el IVA soportado. (enlace roto disponible en Internet Archive; véase el historial, la primera versión y la última).